# István-torony (budai vár)
Az István-torony 14. századi gótikus építmény maradványa a budai vár déli részében, a középkori épületegyüttes legmagasabb tornya. Károly Róbert egy kisebbik fia, István herceg építtette, amikor átalakíttatta a várat testvére, Nagy Lajos király itáliai hadjárata idején.
1526. szeptember elején a budai várat ostromló török sereg egy ágyúlövése lerombolta a torony nagy részét.
A 11x12 m-es alaprajzú, négyszögű István-torony a gótikus palotaegyüttes déli végén épült, a későbbi falakhoz képest átlósan elfordítva. Nyugati oldalán fennmaradt a szemöldökgyámos ajtókkal egybenyíló, dongaboltozatos helyiségek sora. Folytatásaként a nyugati szárnyat északon a nagy, szintén négyszögű, de befejezetlenül maradt Csonka-torony zárta. Az István-toronytól keletre, a déli várfal mögött félig a sziklába vágott, dongaboltozatos pince nyílik, a fölötte lévő nagy Zsigmond-kori termet kiegészítve helyreállították.
Az István-toronynak ma már csak az alapfalait láthatjuk, a Történeti Múzeum Vármúzeumi egységétől délre.